# (5104) Skripnichenko
(5104) Skripnichenko est un astéroïde de la ceinture principale.

## Description
(5104) Skripnichenko est un astéroïde de la ceinture principale. Il fut découvert le 7 septembre 1986 à Nauchnyj par Lioudmila Tchernykh. Il présente une orbite caractérisée par un demi-grand axe de 2,62 UA, une excentricité de 0,11 et une inclinaison de 14,3° par rapport à l'écliptique.

## Compléments